# Fondazione Sicilia
La Fondazione Sicilia è una fondazione culturale, già fondazione bancaria, con sede a Palermo. Nello statuto ha come scopo lo «sviluppo sociale, culturale ed economico del territorio siciliano».

## Storia
Il Banco di Sicilia aveva istituito nel 1954 la "Fondazione per l'incremento economico, culturale e turistico della Sicilia Ignazio Mormino", ad opera del presidente dell'istituto Carlo Bazan.

### Fondazione bancaria
Nasce poi nel dicembre 1991 la "Fondazione Banco di Sicilia", a seguito della legge-delega Amato-Carli n. 218 del 1990 sulle banche pubbliche come il Banco di Sicilia, che dispose che gli enti bancari diventassero società per azioni, sotto il controllo di fondazioni bancarie, holding pubbliche che gestiscono il pacchetto di controllo della banca partecipata ma non possono esercitare attività bancaria.
Così il Banco, riconosciuto S.p.a. di proprietà dell’omonima fondazione bancaria (1990), nel 1998 divenne istituto di diritto privato. È entrato nel 1999 nell’orbita della Banca di Roma, con cui si è fuso formando nel 2002 il gruppo bancario Capitalia.

### Fondazione culturale
La fondazione mantiene la proprietà di tutti i beni culturali e d'arte in possesso della banca, comprese le preziose collezioni del Museo d'arte e archeologia di Villa Zito, nato nel 1923 ad opera dell'allora direttore generale del Banco Ignazio Mormino, poi affidato alla "Fondazione Mormino".
Assorbì la fondazione Mormino, e nel 2004 anche la Fondazione Lauro Chiazzese della Sicilcassa. Dal 2000 promuove il Premio Mondello.
Nel 2006 ha acquisito Villa Zito e Palazzo Branciforte a Palermo. È azionista dell'Istituto dell'Enciclopedia Italiana
Nel 2012, per "valorizzare la cultura dell'Isola", cambia denominazione da Fondazione BdS in "Fondazione Sicilia". Ha un patrimonio stimato di 100 milioni di euro. Oggi l'unica partecipazione azionaria bancaria è lo 0,32% del gruppo UniCredit (S.p.A.). Dal maggio 2016 è presidente Raffaele Bonsignore, succeduto a Gianni Puglisi, presidente dal 2005.

## Patrimonio
- Palazzo Branciforte
- Villa Zito
- Pinocoteca (300 dipinti)
- Biblioteca (60.000 volumi)
- Archivio storico
- Museo d'arte e archeologia Ignazio Mormino
- Sicily Art and Culture srl

### Partecipazioni
- Istituto dell'Enciclopedia Italiana 10,43%
- "Civita Sicilia", 30%
- UniCredit 0,32%
- Civita Servizi 2,85%[senza fonte]

## Fondazioni preesistenti
- Fondazione Ignazio Mormino (1954 - 1999)
- Fondazione Lauro Chiazzese (1990 - 2004)
- Fondazione Banco di Sicilia (1991 - 2012)

## Presidenti Fondazione Sicilia
- Giovanni Puglisi (2005 - 2016)
- Raffaele Bonsignore (2016 - 2024)
- Maria Concetta Di Natale (2024 - in carica)

## Eventi
- Premio Letterario Internazionale Mondello
- Mondello Giovani
- Premio Nazionale di Teatro Luigi Pirandello